# Мартін Сус (футболіст, 1990)
Мартін Сус (чеськ. Martin Sus, нар. 15 березня 1990, Бенешов) — чеський футболіст, захисник.

## Клубна кар'єра
Народився 15 березня 1990 року в місті Бенешов. Почав займатися футболом у віці 6 років у клубі «Ржичани», у 1998—2000 роках тренувався в академії празької «Славії», звідки перейшов до празької «Спарти». У сезоні 2008/09 почав виступати за резервну команду, а перед сезоном 2009/10 був включений до основної команди тренером Йозефом Хованцем. Восени 2009 року провів 3 матчі за «Спарту» в Кубку Чехії, але у чемпіонаті так і не дебютував і повернувся в резервну команду. У лютому 2012 року Сус був відданий в оренду у нижчоліговий клуб «Кладно», а у вересні 2012 року був орендований клубом «Граффін» (Влашим), з яким підписав повноцінний контракт через рік. Всього за команду провів 52 матчі, забив 5 голів.
У липні 2014 року Сус був відданий в оренду до клубу «Пршибрам». 26 липня він дебютував у вищому дивізіону у матчі проти «Вікторії» (2:2). В першій частині сезону 2014/15 Мартін зіграв у всіх 16 матчах і забив 1 гол.
У січні 2015 року став гравцем «Слована» (Ліберець), підписавши контракт на 1,5 року. У травні 2015 року з цим клубом він виграв Кубок Чехії, перемігши у фіналі «Яблонець». Перед початком сезону 2015/16 він знову був орендований на півроку клубом «Пршибрам», де зіграв 17 матчів.
Влітку 2016 року він перейшов до команди другого дивізіону «Банік» (Острава), з якою через рік вийшов у Першу лігу Чехії. У лютому 2018 року був орендований на 5 місяців клубом «Млада Болеслав», де провів лише 3 матчі.
У липні 2018 року Сус перейшов до словацького клубу «Середь». 5 серпня він дебютував у Фортуна-лізі в грі проти «Тренчина» (1:5). Загалом він провів 31 матч у чемпіонаті та забив 1 гол. У вересні 2019 року підписав однорічний контракт з клубом «Опава», за який провів 15 ігор і забив 1 гол. В очікуванні пропозицій він тренувався з командою п'ятої ліги «Сокол» (Краловиці), за яку зіграв один матч чемпіонату.
У вересні 2020 року став гравцем польської «Сталі» (Мелець). 19 вересня він дебютував в Екстраклясі в матчі проти «Лехії» (2:4). В першій половині сезону 2020/21 провів 6 матчів і покинув клуб у лютому 2021 року. Через чотири місяці він підписав контракт з командою, яка вилетіла з Чеської вищої ліги, «Пршибрам». У квітні 2022 року був відданий в оренду в аматорський клуб «Ржичани». У серпні того ж року приєднався до команди на повноцінній основі.

## Виступи за збірні
2005 року дебютував у складі юнацької збірної Чехії (U-16), загалом на юнацькому рівні взяв участь у 32 іграх, відзначившись 2 забитими голами.

## Титули і досягнення
- Володар Кубка Чехії (1):

«Слован» (Ліберець): 2014—15